# Campionato Dilettanti Campania 1958-1959
Il Campionato Nazionale Dilettanti 1958-1959 è stato il V livello del campionato italiano. A carattere regionale, fu il secondo campionato dilettantistico con questo nome, e il settimo se si considera che alla Promozione fu cambiato il nome assegnandogli questo.
Questi sono i gironi organizzati dalla Lega Regionale Campana.

## Girone A

### Squadre partecipanti
| Squadra              | Città (provincia)             | Stagione 1957-1958 |
| -------------------- | ----------------------------- | ------------------ |
| S.P. Afragolese      | Afragola (NA)                 |                    |
| U.S. Arzanese        | Arzano (NA)                   |                    |
| U.S. Aversana        | Aversa (CE)                   |                    |
| Pol. Capua           | Capua (CE)                    |                    |
| S.S. Frenter         | Larino (CB)                   |                    |
| F. Isernia           | Isernia (CB)                  |                    |
| U.S. Isernia         | Isernia (CB)                  |                    |
| Juve Sammaritana     | Santa Maria Capua Vetere (CE) |                    |
| S.S. Maddalonese     | Maddaloni (CE)                |                    |
| U.S. Marcianise      | Marcianise (CE)               |                    |
| Pol. Mondragonese    | Mondragone (CE)               |                    |
| Secondigliano        | Napoli-Secondigliano          |                    |
| U.S. Sessana         | Sessa Aurunca (CE)            |                    |
| U.S. Virtus Frattese | Frattamaggiore (NA)           |                    |

### Classifica finale
|  | Pos. | Squadra         | Pt | G  | V | N | P | GF | GS | DR |
|  | ---- | --------------- | -- | -- | - | - | - | -- | -- | -- |
|  | 1.   | Virtus Frattese | ?? | 26 |   |   |   |    |    |    |
|  | 2.   | ???             | ?? | 26 |   |   |   |    |    |    |
|  | 3.   | ???             | ?? | 26 |   |   |   |    |    |    |
|  | 4.   | ???             | ?? | 26 |   |   |   |    |    |    |
|  | 5.   | ???             | ?? | 26 |   |   |   |    |    |    |
|  | 6.   | ???             | ?? | 26 |   |   |   |    |    |    |
|  | 7.   | ???             | ?? | 26 |   |   |   |    |    |    |
|  | 8.   | ???             | ?? | 26 |   |   |   |    |    |    |
|  | 9.   | ???             | ?? | 26 |   |   |   |    |    |    |
|  | 10.  | ???             | ?? | 26 |   |   |   |    |    |    |
|  | 11.  | ???             | ?? | 26 |   |   |   |    |    |    |
|  | 12.  | ???             | ?? | 26 |   |   |   |    |    |    |
|  | 13.  | ???             | ?? | 26 |   |   |   |    |    |    |
|  | 14.  | ???             | ?? | 26 |   |   |   |    |    |    |

Legenda:

      Ammesso alle finali regionali.
      Retrocesso in Seconda Categoria.
Note:

Due punti a vittoria, uno a pareggio, zero a sconfitta.

## Girone B

### Squadre partecipanti
| Squadra                            | Città (provincia)    | Stagione 1957-1958 |
| ---------------------------------- | -------------------- | ------------------ |
| Pol. Acerrana                      | Acerra (NA)          |                    |
| S.S. Ercolanese                    | Ercolano (NA)        |                    |
| S.S. Fiamma Sannita                | Benevento            |                    |
| U.S. Flegrea                       | Napoli               |                    |
| A.S. Ischia                        | Ischia (NA)          |                    |
| A.S. Ischiaterme                   | Ischia (NA)          |                    |
| A.C. Montesarchio                  | Montesarchio (BN)    |                    |
| S.S. Portici                       | Portici (NA)         |                    |
| A.P. Puteolana                     | Pozzuoli (NA)        |                    |
| Pol. Rinascita Vomerese            | Napoli               |                    |
| S.S. Sibilla                       | Bacoli (NA)          |                    |
| F.C. Turris                        | Torre del Greco (NA) |                    |
| U.S. Dipendenti Vetrerie Ricciardi | Vietri sul Mare (SA) |                    |
| C.R.A.L. Virtus Baia               | Bacoli (NA)          |                    |

### Classifica finale
|  | Pos. | Squadra            | Pt | G  | V | N | P | GF | GS | DR |
|  | ---- | ------------------ | -- | -- | - | - | - | -- | -- | -- |
|  | 1.   | Puteolana          | 46 | 26 |   |   |   |    |    |    |
|  | 2.   | Ischia             | 42 | 26 |   |   |   |    |    |    |
|  | 3.   | Portici            | 31 | 26 |   |   |   |    |    |    |
|  | 4.   | Turris             | 30 | 26 |   |   |   |    |    |    |
|  | 5.   | Flegrea            | 29 | 26 |   |   |   |    |    |    |
|  | 6.   | Ischiaterme        | 25 | 26 |   |   |   |    |    |    |
|  | 7.   | Sibilla            | 24 | 26 |   |   |   |    |    |    |
|  | 8.   | Montesarchio       | 23 | 26 |   |   |   |    |    |    |
|  | 9.   | Ercolanese         | 22 | 26 |   |   |   |    |    |    |
|  | 9.   | Acerrana           | 22 | 26 |   |   |   |    |    |    |
|  | 11.  | Virtus Baia        | 19 | 26 |   |   |   |    |    |    |
|  | 12.  | Vetrerie Ricciardi | 18 | 26 |   |   |   |    |    |    |
|  | 12.  | Fiamma Sannita     | 18 | 26 |   |   |   |    |    |    |
|  | 14.  | Rinascita Vomerese | 11 | 26 |   |   |   |    |    |    |

Legenda:

      Ammesso alle finali regionali.
      Retrocesso in Seconda Categoria.
Note:

Due punti a vittoria, uno a pareggio, zero a sconfitta.

## Girone C

### Squadre partecipanti
| Squadra              | Città (provincia)            | Stagione 1957-1958 |
| -------------------- | ---------------------------- | ------------------ |
| U.S. Altavillese     | Altavilla Irpina (AV)        |                    |
| A.C. Atripalda       | Atripalda (AV)               |                    |
| A.C. Baiano          | Baiano (AV)                  |                    |
| Inter Gragnano       | Gragnano (NA)                |                    |
| Invicta Lupi Irpini  | Avellino                     |                    |
| S.S. Juventus Stabia | Castellammare di Stabia (NA) |                    |
| Libertas Scafati     | Scafati (SA)                 |                    |
| U.S. Mariglianese    | Marigliano (NA)              |                    |
| A.S. Palmese         | Palma Campania (NA)          |                    |
| Pro Nola             | Nola (NA)                    |                    |
| A.C. Sangennarese    | San Gennaro Vesuviano (NA)   |                    |
| U.S. Savoia          | Torre Annunziata (NA)        |                    |
| A.S. Sorrento        | Sorrento (NA)                |                    |
| Pol. Viribus Unitis  | Somma Vesuviana (NA)         |                    |

### Classifica finale
|  | Pos. | Squadra             | Pt | G  | V  | N | P  | GF | GS | DR  |
|  | ---- | ------------------- | -- | -- | -- | - | -- | -- | -- | --- |
|  | 1.   | Atripalda           | 41 | 26 | 18 | 5 | 3  | 52 | 22 | +30 |
|  | 2.   | Palmese             | 41 | 26 | 18 | 5 | 3  | 70 | 20 | +50 |
|  | 3.   | Juventus Stabia     | 39 | 26 | 17 | 5 | 4  | 60 | 22 | +38 |
|  | 4.   | Altavillese         | 37 | 26 | 15 | 7 | 4  | 54 | 24 | +30 |
|  | 4.   | Viribus Unitis      | 37 | 26 | 17 | 3 | 6  | 56 | 30 | +26 |
|  | 6.   | Sorrento            | 28 | 26 | 12 | 4 | 10 | 62 | 41 | +21 |
|  | 7.   | Savoia              | 28 | 26 | 12 | 4 | 10 | 40 | 40 | 0   |
|  | 8.   | Sangennarese        | 24 | 26 | 8  | 8 | 10 | 44 | 43 | +1  |
|  | 9.   | Baiano              | 21 | 26 | 7  | 7 | 12 | 30 | 45 | -15 |
|  | 10.  | Pro Nola            | 19 | 26 | 8  | 3 | 15 | 38 | 57 | -19 |
|  | 10.  | Mariglianese        | 19 | 26 | 7  | 5 | 14 | 34 | 46 | -12 |
|  | 12.  | Inter Gragnano      | 17 | 26 | 7  | 5 | 14 | 22 | 44 | -22 |
|  | 13.  | Invicta Lupi Irpini | 9  | 26 | 3  | 4 | 19 | 18 | 93 | -75 |
|  | 14.  | Libertas Scafati    | 0  | 26 | 0  | 0 | 26 | 16 | 71 | -55 |

Legenda:

      Ammesso alle finali regionali.
      Retrocesso in Seconda Categoria.
Note:

Due punti a vittoria, uno a pareggio, zero a sconfitta.

### Spareggio per il 1º posto in classifica
|           | Risultati      |         | Luogo e data  |  |
| --------- | -------------- | ------- | ------------- |  |
| Atripalda | 1 - 1 (d.t.s.) | Palmese | ???, ??? 1959 |  |
|           |                |         |               |  |

## Girone D

### Squadre partecipanti
| Squadra                | Città (provincia)                | Stagione 1957-1958 |
| ---------------------- | -------------------------------- | ------------------ |
| U.S. Angri             | Angri (SA)                       |                    |
| U.S. Battipagliese     | Battipaglia (SA)                 |                    |
| Casalese               | ?                                |                    |
| U.S. Cavese            | Cava de' Tirreni (SA)            |                    |
| Fratte                 | Salerno                          |                    |
| Juve Battipaglia       | Battipaglia (SA)                 |                    |
| Moka                   | Salerno                          |                    |
| A.G. Nocerina          | Nocera Inferiore (SA)            |                    |
| U.S. Paganese          | Pagani (SA)                      |                    |
| Dop. Postelegrafonici  | Salerno                          |                    |
| Pol. Santa Maria       | Santa Maria di Castellabate (SA) |                    |
| S.C. Sapri             | Sapri (SA)                       |                    |
| U.P. Scafatese         | Scafati (SA)                     |                    |
| U.S. Valentino Mazzola | Coperchia di Pellezzano (SA)     |                    |

### Classifica finale
|  | Pos. | Squadra           | Pt | G  | V  | N  | P  | GF | GS  | DR  |
|  | ---- | ----------------- | -- | -- | -- | -- | -- | -- | --- | --- |
|  | 1.   | Angri             | 40 | 26 | 18 | 4  | 4  | 58 | 26  | +32 |
|  | 2.   | Paganese          | 39 | 26 | 18 | 3  | 5  | 57 | 27  | +30 |
|  | 3.   | Scafatese         | 39 | 26 | 16 | 7  | 3  | 91 | 31  | +60 |
|  | 4.   | Fratte Salerno    | 34 | 26 | 12 | 10 | 4  | 59 | 43  | +16 |
|  | 5.   | Santa Maria       | 27 | 26 | 12 | 3  | 11 | 32 | 37  | -5  |
|  | 6.   | Battipagliese     | 26 | 26 | 11 | 4  | 11 | 52 | 40  | +12 |
|  | 6.   | Postelegrafonici  | 26 | 26 | 10 | 6  | 10 | 36 | 49  | -13 |
|  | 8.   | Sapri             | 24 | 26 | 9  | 7  | 10 | 35 | 40  | -5  |
|  | 9.   | Moka              | 23 | 26 | 9  | 5  | 12 | 36 | 39  | -3  |
|  | 9.   | Cavese            | 23 | 26 | 8  | 7  | 11 | 41 | 55  | -14 |
|  | 11.  | Valentino Mazzola | 19 | 26 | 6  | 7  | 13 | 24 | 46  | -22 |
|  | 12.  | Juve Battipaglia  | 17 | 26 | 5  | 7  | 14 | 39 | 48  | -9  |
|  | 13.  | Nocerina          | 12 | 26 | 8  | 6  | 12 | 39 | 48  | -9  |
|  | 14.  | Casalese          | 2  | 26 | 1  | 2  | 23 | 27 | 106 | -79 |

Legenda:

      Ammesso alle finali regionali.
      Retrocesso in Seconda Categoria.
Note:

Due punti a vittoria, uno a pareggio, zero a sconfitta.

## Finali per il titolo

### Semifinali
|           | Risultati      |           | Luogo e data                                       |  |
| --------- | -------------- | --------- | -------------------------------------------------- |  |
| Puteolana | 2 - 1 (d.t.s.) | Angri     | ???, ??? 1959                                      |  |
| Frattese  | 2 - 1          | Atripalda | San Giovanni a Teduccio, Stadio Signorini, ?? 1959 |  |
|           |                |           |                                                    |  |

### Finale
|           | Risultati |          | Luogo e data                       |  |
| --------- | --------- | -------- | ---------------------------------- |  |
| Puteolana | ? - ?     | Frattese | ???, ??? 1959 (vince la Puteolana) |  |

## Verdetti finali
- Puteolana campione e promossa in Serie D.
- Angri ed Atripalda ammesse alle finali per il titolo del Campionato Nazionale Dilettanti.